# Krzyżna Przełęcz
Krzyżna Przełęcz (słow. Koniarčisko, 1375 m) – przełęcz między Szczytami (1453 m) a południowo-zachodnią granią Krzyżnego Liptowskiego (2039 m) w masywie Liptowskich Kop w słowackich Tatrach. Znajduje się w lesie, w niewielkiej odległości po północnej stronie Szczytów.  Zachodnie stoki przełęczy opadają do jaru uchodzącego do Doliny Cichej Liptowskiej, wschodnie do Doliny Krzyżnej będącej odgałęzieniem Doliny Cichej.
Od 1949 r. Kopy Liptowskie znajdują się na obszarze ochrony ścisłej Tatrzańskiego Parku Narodowego z zakazem wstępu. Jednak okolice przełęczy to skrzyżowanie wielu ścieżek. Jedna z nich to Zachodnia Obwodnica dochodząca tutaj z najniższej części Doliny Krzyżnej.